# Мюррей, Джон, 4-й граф Данмор
Джон Мюррей, 4-й граф Данмор (англ. John Murray, 4th Earl of Dunmore ок. 1730 или 1732 — 25 февраля или 5 марта 1809, Рамсгейт, Кент) — шотландский пэр и последний британский колониальный губернатор Вирджинии.

## Биография
Родился около 1730 года в Теймуте, Шотландия. Происходил из шотландского горного клана Мюррей. Старший сын Уильяма Мюррея, 3-го графа Данмора (1696—1756), и достопочтенной Кэтрин Мюррей, дочери Уильяма Мюррея, 2-го лорда Нэрна, и Маргарет Нэрн.
С 1761 до 1770 года Джон Мюррей был членом Палаты лордов Великобритании, после чего был назначен колониальным губернатором Нью-Йорка, а через год, в 1771 году, — Вирджинии. В 1774 году он возглавил войско из 3000 ополченцев, направленное им против индейского народа шауни с целью его покорения и расширения территории колонии; это событие стало известно как Война Данмора.
Данмор получил известность своими жёсткими действиями против сторонников независимости США непосредственно перед началом Американской революции и в её первые годы. Он несколько раз разгонял Ассамблею Вирджинии, в апреле 1775 года оккупировал пороховые склады колонии, объявлял военное положение, дал свободу чернокожим рабам, которые согласились примкнуть к британцам (так называемые «чёрные лоялисты»), и даже предлагал использовать вооружённых индейцев против восставших, а 1 января 1776 года, после того как его войска потерпели поражение под Грейт-Бридж, отдал флоту приказ о бомбардировке Норфолка. В июле 1776 года был вынужден бежать в Англию, где сначала вновь был членом Палаты лордов, а затем, с 1787 по 1796 год, губернатором Багамских островов.
Лорд Данмор известен тем, что в 1775 году издал Декларацию Данмора, где обещал свободу чернокожим, поступающим на службу в британские войска для борьбы против американских повстанцев. Эта декларация привела к возникновению многочисленной группы чёрных лоялистов, которые после поражения британцев переселились частично в Новую Шотландию, частично в Лондон, откуда часть их мигрировала в Сьерра-Леоне.

## Семья
21 февраля 1759 года Джон Мюррей женился на леди Шарлотте Стюарт (1740 — 11 ноября 1818 года), дочери Александра Стюарта, 6-го графа Галлоуэя, и леди Кэтрин Кокрейн. У супругов пять сыновей и три дочери:
- Леди Кэтрин Мюррей (23 января 1760 — 7 июля 1783), в 1782 году она вышла замуж за достопочтенного Эдварда Бувери[англ.], сына Уильяма Бувери, 1-го графа Рэднора. У них не было детей.
- Леди Огаста Мюррей[англ.] (27 января 1761 — 5 марта 1830) в 1793 году тайно вышла замуж за принца Августа Фредерика, герцога Сассекса, сына короля Георга III. Согласно Закону о королевских браках 1772 года, брак был недействителен, а дети — незаконнорожденными — сэр Август д’Эсте и Августа д’Эсте (впоследствии баронесса Труро).
- Джордж Мюррей, 5-й граф Данмор (30 апреля 1762 — 11 ноября 1836), старший сын и преемник отца.
- Достопочтенный Уильям Мюррей (22 августа 1763 — 27 мая 1773)
- Подполковник Александр Мюррей (12 октября 1764 — июль 1842). В 1811 году он женился на Деборе Хант, дочери Роберта Ханта, губернатора Багамских островов. У них было три сына и две дочери.
- Достопочтенный Джон Мюррей (25 февраля 1766 — 14 декабря 1824), не женат
- Леди Сьюзан Мюррей (17 июня 1767 — апрель 1826), 1-й муж — Джон Тарп, наследник сахарного состояния на Ямайке; 2-й муж — Джон Дрю (1764—1800), сын банкира из Чичестера Джона Дрю[англ.]; 3-й муж с 1809 года преподобный Арчибальд Эдвард Дуглас. У неё были дети от каждого из них, включая Джона Тарпа, который женился на леди Ханне Шарлотте Хей, дочери Джорджа Хея, 7-го маркиза Твиддейла[англ.].
- Достопочтенный Левесон Грэнвилл Кит Мюррей (16 декабря 1770 — 4 января 1835), 1-я жена — Уэмисс Далримпл, дочери сэра Уильяма Далримпла из Кусленда, 3-го баронета, от брака с которой у него была одна дочь; 2-я жена с 1807 года Энн (?), от которой у него было два сына и дочь; 3-я жена с 1834 года Луиза Митти Абрахам.